# European Youth League 2018
European Youth League 2018 byl 10. ročník evropské soutěže tříčlenných družstev ve sportovní střelbě ze vzduchových zbraní do 18 let.

## Kvalifikace

### Severní divize
Severní kvalifikační divize, která se konala ve dnech 12. až 15. dubna 2018 v polské Vratislavi, byla prvním závodem tohoto ročníku. Zúčastnilo se celkem 10 týmů z Dánska, Estonska, Finska, Litvy, Lotyšska, Norska a Švédska. V tabulce níže jsou zobrazeny výsledky kvalifikačního kola, přičemž tučně jsou označeni postupující do finále:
| Pistole | Pistole  | Pistole | Pistole | Puška  | Puška   | Puška | Puška |
| Pořadí  | Tým      | Výher   | Bodů    | Pořadí | Tým     | Výher | Bodů  |
| ------- | -------- | ------- | ------- | ------ | ------- | ----- | ----- |
| 1.      | Polsko   | 3       | 59      | 1.     | Švédsko | 4     | 59    |
| 2.      | Lotyšsko | 3       | 53      | 2.     | Polsko  | 2     | 53    |
| 3.      | Litva    | 2       | 52      | 3.     | Norsko  | 2     | 47    |
| 4.      | Norsko   | 1       | 40      | 4.     | Finsko  | 1     | 45    |
| 5.      | Estonsko | 1       | 36      | 5.     | Dánsko  | 1     | 36    |

### Jižní divize
Jižní divize měla svou kvalifikaci v chorvatském Osijeku ve dnech 18. až 20. května 2018.

### Západní divize
V západní divizi proběhla kvalifikace nejpozději, a to ve dnech 5. až 8. června 2018 v rakouském Innsbrucku. Český tým puškařů se do této užší kvalifikace neprobojoval, český pistolářský tým obsadil postupové třetí místo:
| Pistole | Pistole   | Pistole | Pistole | Puška  | Puška     | Puška | Puška |
| Pořadí  | Tým       | Výher   | Bodů    | Pořadí | Tým       | Výher | Bodů  |
| ------- | --------- | ------- | ------- | ------ | --------- | ----- | ----- |
| 1.      | Itálie    | 4       | 69      | 1.     | Maďarsko  | 4     | 63    |
| 2.      | Francie   | 2       | 54      | 2.     | Itálie    | 3     | 60    |
| 3.      | Česko     | 2       | 49      | 3.     | Rakousko  | 2     | 50    |
| 4.      | Maďarsko  | 2       | 42      | 4.     | Francie   | 1     | 36    |
| 5.      | Slovinsko | 0       | 26      | 5.     | Slovinsko | 0     | 31    |

## Finále
Finále se konalo ve sportovní areálu Kisakallio ve Finsku ve dnech 18. až 21. října 2018. Český pistolový tým zde vybojoval třetí místo ve složení Anna Kužvartová, Jakub Sochor a Jan Vildomec.
| Pořadí           | Pistole  | Puška    |
| Pořadí           | Tým      | Tým      |
| ---------------- | -------- | -------- |
| Zlatá medaile    | Ukrajina | Rusko    |
| Stříbrná medaile | Rusko    | Srbsko   |
| Bronzová medaile | Česko    | Itálie   |
| 4.               | Itálie   | Švédsko  |
| 5.               | Francie  | Maďarsko |
| 6.               | Litva    | Polsko   |
| 6.               | Polsko   | Rakousko |
| 8.               | Lotyšsko | Finsko   |